# Kirchenkreis Wesel
Der Kirchenkreis Wesel ist einer der 37 Kirchenkreise in der Evangelischen Kirche im Rheinland (EKiR) mit Sitz in Wesel. Zu ihm gehören neun Kirchengemeinden.

## Gebiet
Das Gebiet des Kirchenkreises ist der Teil der Landeskirche, der rechts (nordöstlich) des Rheins und nördlich der Lippe liegt. Es erstreckt sich über die Stadt Hamminkeln sowie Teile der Kommunen Hünxe, Schermbeck und Wesel im Kreis Wesel, die Städte Emmerich am Rhein und Rees im Kreis Kleve und den südlich der Issel gelegenen Teil der Stadt Isselburg im Kreis Borken.
Der Kirchenkreis grenzt, von Süden aus im Uhrzeigersinn, an die rheinischen Kirchenkreise Dinslaken und Kleve, an die Niederlande sowie an den westfälischen Kirchenkreis Steinfurt-Coesfeld-Borken.

## Geschichte
Da der von 1539 bis 1592 regierende Herzog Wilhelm von Jülich-Kleve-Berg in seinem Herrschaftsgebiet religiöse Toleranz übte, konnten sich im Herzogtum Kleve im 16. Jahrhundert viele evangelische Gemeinden etablieren. Ein Teil von ihnen ging im Zuge der Gegenreformation wieder unter; etliche aber konnten sich halten. In der Hansestadt Wesel war, nach ersten Ansätzen bereits 1540, ab 1561 die Reformation durch den Stadtrat durchgesetzt. Sie war zuerst lutherisch geprägt; unter dem Einfluss von Glaubensflüchtlingen aus den Niederlanden setzte sich aber auch unter den deutschsprachigen Einwohnern das reformierte Bekenntnis mehrheitlich durch. Im Weseler Konvent gaben sich die niederländischen Flüchtlingsgemeinden 1568 eine gemeinsame Organisation, die bei der Emder Synode 1571 bestätigt wurde. Die Classis Wesel fasste die Flüchtlingsgemeinde im gesamten Herzogtum Kleve zusammen; ihr schlossen sich bald auch deutschsprachige reformierte Gemeinden an. Nachdem das Gebiet 1609 an Brandenburg-Preußen gefallen war, wurde 1610 auf der Duisburger Generalsynode die reformierte Kirche von Jülich-Kleve-Berg gegründet. Im Landesteil Kleve bestanden drei Classes, neben Wesel auch Duisburg und Kleve; dazu kam die schon 1608 gegründete Classis in der bis 1702 zu Nassau-Oranien gehörenden Grafschaft Moers.
In Wesel bestand weiterhin eine lutherische Minderheitsgemeinde, in mehreren Orten im Umland (u. a. in Drevenack, Schermbeck, Brünen, Hamminkeln und Isselburg) war die gesamte Bevölkerung zum Luthertum übergegangen. Die lutherischen Gemeinden des Herzogtums Kleve gründeten auf einer Synode in Dinslaken 1612 einen Kirchenverband, der nach reformiertem Vorbild ebenfalls presbyterial-synodal organisiert war und drei Classes umfasste, neben Wesel auch Dinslaken und Kleve.
Als das Gebiet durch den Wiener Kongress 1815 zum Königreich Preußen gekommen war (zuerst als Teil der Provinz Jülich-Kleve-Berg, ab 1822 der Rheinprovinz), wurden die reformierten und lutherischen Gemeinden der beiden Weseler Classes 1817 zum Kirchenkreis Wesel (nach damaligem Sprachgebrauch zur Synode Wesel, selten Diözese Wesel) zusammengefasst. Zu ihm gehörten – neben den traditionsreichen Gemeinden Bislich, Brünen, Diersfordt, Drevenack, Emmerich, Haldern, Hueth-Millingen, Mehr, Rees, Ringenberg, Schermbeck, Wertherbruch und Wesel – auch weiterhin die (großenteils schon seit dem 16. Jahrhundert bestehenden) Gemeinden in Anholt, Gemen, Oeding, Werth, Bocholt und Suderwick, obwohl sie in der Provinz Westfalen lagen. Erst 1872 wurden sie in den neugegründeten Kirchenkreis Münster in der Kirchenprovinz Westfalen umgegliedert. Die Gemeinde in der Kernstadt von Isselburg, das erst 1975 vom rheinischen Kreis Rees in den westfälischen Kreis Borken wechselte, blieb dagegen beim Kirchenkreis Wesel.

## Kirchengemeinden
Nach mehreren Gemeindefusionen gehören (Stand Februar 2025) folgende Kirchengemeinden zum Kirchenkreis:
- An Issel und Rhein[4] (Dorfkirche Bislich, Evangelische Kirche Blumenkamp, Kirche Brünen, Schlosskirche Diersfordt, Evangelische Kirche Dingden, Christuskirche (Flüren), Evangelische Kirche Hamminkeln, Evangelische Kirche Ringenberg, Evangelische Kirche Wertherbruch)
- Drevenack (Evangelische Kirche Drevenack)
- Emmerich (Christuskirche (Emmerich), Evangelische Kirche Elten)
- Haffen-Mehr-Mehrhoog (Evangelische Kirche Mehr, Gemeindezentrum Mehrhoog)
- Haldern (Evangelische Kirche Haldern)
- Isselburg und Hueth-Millingen[5] (Evangelische Kirche Isselburg, Evangelische Kirche Millingen)
- Rees (Evangelische Kirche Rees)
- Schermbeck (St.-Georgs-Kirche (Schermbeck))
- Wesel (Willibrordi-Dom, Friedenskirche, Gnadenkirche, Kirche am Lauerhaas).

## Leitung
Die Leitung des Kirchenkreises liegt bei der Kreissynode, die in der Regel zweimal im Jahr tagt, beim Kreissynodalvorstand und beim Superintendenten. Als Superintendent amtiert seit Februar 2013 Pfarrer Thomas Brödenfeld. Kreiskantor ist Kirchenmusikdirektor Ansgar Schlei.

## Mitgliederstatistik
Laut der Volkszählung 1987 gehörten damals 35,1 % – 46.200 der 139.600 – Einwohner zur Evangelischen Kirche im Rheinland. Die Zahl der evangelischen Kirchenmitglieder ist seitdem gesunken. Anfang 2023 lebten im Gebiet des Kirchenkreises 160.900 Einwohner, wovon 22,9 % (36.800) Mitglieder der Landeskirche waren.